# Parigi-Camembert 1958
La Parigi-Camembert 1958, diciannovesima edizione della corsa e valida come evento del circuito UCI categoria CB1.1, si svolse l'8 aprile 1958. Fu vinta dal francese Nicolas Barone.

## Ordine d'arrivo (Top 10)
| Pos. | Corridore        | Squadra                  | Tempo |
| ---- | ---------------- | ------------------------ | ----- |
| 1    | Nicolas Barone   | St.Raphaël               |       |
| 2    | Pierre Le Don    | St.Raphaël               |       |
| 3    | Gérard Saint     | St.Raphaël               |       |
| 4    | Joseph Groussard | Essor-Leroux             |       |
| 5    | Rene Fournier    | Mercier                  |       |
| 6    | Charles Coste    | Bobet-BP-Hutchinson      |       |
| 7    | Albert Dolhats   | St.Raphaël               |       |
| 8    | Jacques Anquetil | Helyett-Potin-Hutchinson |       |
| 9    | Maurice Quentin  | Essor-Leroux             |       |
| 10   | Jean Gainche     | Urago                    |       |